# Cerveno
Cerveno é uma comuna italiana da região da Lombardia, província de Bréscia, com cerca de 659 habitantes. Estende-se por uma área de 21 km², tendo uma densidade populacional de 31 hab/km². Faz fronteira com Braone, Ceto, Losine, Lozio, Malegno, Ono San Pietro, Paisco Loveno, Schilpario (BG).

## Demografia
| Variação demográfica do município entre 1861 e 2011                               |
|                                                                                   |
| Fonte: Istituto Nazionale di Statistica (ISTAT) - Elaboração gráfica da Wikipedia |